# Стейлібрідж Селтік
ФК «Стейлібрідж Селтік» (англ. Stalybridge Celtic Football Club) — англійський футбольний клуб з міста Стейлібрідж, заснований у 1909 році. Виступає в Національній лізі Півночі. Домашні матчі приймає на стадіоні «Боувер Фолд», потужністю 6 500 глядачів.